# Adler (Schiff, 1886)
Die Adler war ein Küstentorpedoboot der K. u. k. Kriegsmarine Österreich-Ungarns.

## Das Schiff

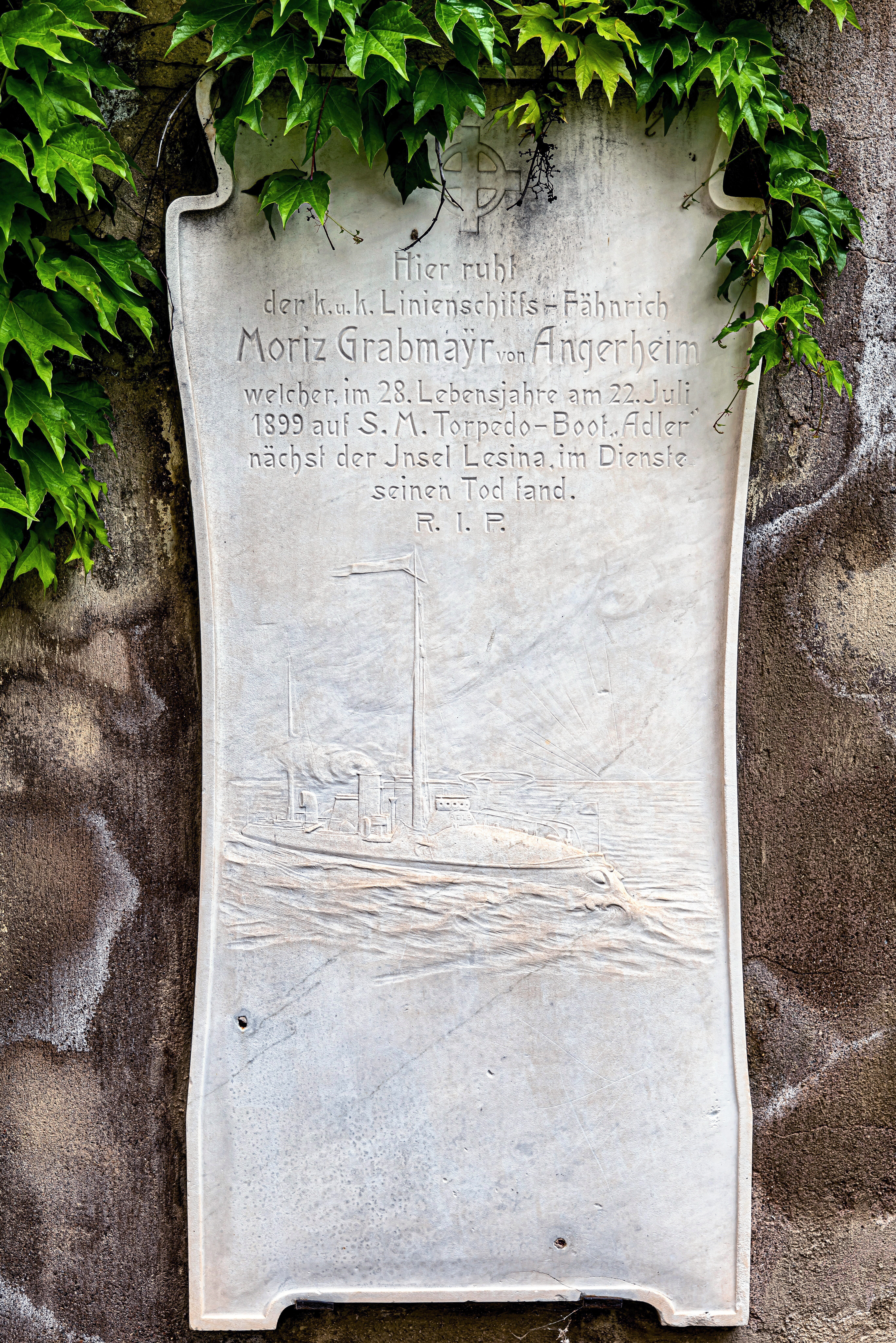
Relief des Torpedobootes am Grabstein des bei der Explosion zu Tode gekommenen Fähnrichs Moriz Grabmayr v. Angerheim am Friedhof der Alten Pfarrkirche Gries

Das Boot wurde im Dezember 1884 auf der Werft von Yarrows in Folly Wall, Isle of Dogs, Poplar, London, mit der Baunummer 694 auf Kiel gelegt und lief dort am 9. Oktober 1885 vom Stapel. Der niedrige Schiffsrumpf war dem eines U-Boots ähnlich. Hinter dem auf dem Vorderschiff emporragenden Kommandoturm befanden sich zwei nebeneinander stehende Schornsteine und dahinter zwei große Lüfter. Vorn und achtern befand sich jeweils ein Mast. Das Boot war 41,14 m lang und 4,2 m breit, hatte 1,68 m Tiefgang und verdrängte 95–100 Tonnen. Ein Dampflokomotivkessel leistete 1300 PS und gab dem Boot über eine Schraube eine Geschwindigkeit von 22 Knoten. Bis zu 28 Tonnen Kohle konnten gebunkert werden. Das Boot war mit zwei Bugtorpedorohren Kaliber 35 cm und zwei 37-mm-Hotchkiss-Revolverkanonen rechts und links zwischen dem Kommandoturm und den Schornsteinen bewaffnet. Die Besatzung bestand aus zwei Offizieren und 14–16 Mann.

## Schicksal
Das Boot wurde am 13. Februar 1886 ausgeliefert. Es wurde an der kroatisch-dalmatinischen Küste eingesetzt.
Am 22. Juli 1899, während eines Einsatzes zur Ausbildung von Brieftauben, befand es sich auf der Fahrt von Tivat nach Šibenik. Dabei wurde es unweit nördlich der Insel Korčula und südlich bzw. südöstlich der Inseln Šćedro und Hvar von einer schweren Kesselexplosion erschüttert. Fünf der 16 Mann an Bord wurden dabei getötet und vier weitere schwer verletzt.
Das Boot wurde repariert und diente dann als Tb 41, ab 1906 als Schulschiff, wie auch sein Schwesterschiff Falke bzw. Tb 42, bis zu seiner Ausmusterung 1911.